# Rio Itaquiraí
Rio Itaquiraí är ett vattendrag i Brasilien.   Det ligger i delstaten Mato Grosso do Sul, i den södra delen av landet, 1 100 km sydväst om huvudstaden Brasília.
I omgivningarna runt Rio Itaquiraí växer huvudsakligen savannskog. Runt Rio Itaquiraí är det mycket glesbefolkat, med 3 invånare per kvadratkilometer.